# خوش‌آواز
خوش‌آواز (نام علمی: Calliope) نام یک سرده از زیرخانواده چک است.

## گونه ها
- گلویاقوتی هیمالیا (Calliope pectoralis)
- گلویاقوتی چینی (Calliope tschebaiewi)
- گلویاقوتی سیبری (Calliope calliope)
- گلوآتشی (Calliope pectardens)
- گلوسیاه (Calliope obscura)